# Religioni in Bulgaria
Il cristianesimo è la religione più diffusa in Bulgaria. Nel censimento del 2011 (l'ultimo effettuato), circa il 22%  della popolazione non ha specificato la propria fede religiosa, il 61% della popolazione ha dichiarato di seguire il cristianesimo (in maggioranza la confessione ortodossa), il 7,9% della popolazione ha dichiarato di seguire l'islam, lo 0,1% della popolazione ha dichiarato di seguire altre religioni e il 9% circa della popolazione ha dichiarato di non seguire alcuna religione; in considerazione dell'elevata percentuale di mancate risposte (più di un quinto della popolazione) è difficile ricavare dal censimento la precisa consistenza delle affiliazioni religiose. Secondo stime del Pew Research Center relative al 2020, i cristiani sono l'81% della popolazione, i musulmani il 14,2% della popolazione, coloro che seguono altre religioni lo 0,1% della popolazione e coloro che non seguono alcuna religione il 4,7% della popolazione.
La costituzione riconosce la libertà religiosa e proibisce le discriminazioni religiose. Pur stabilendo la separazione fra religione e stato, la carta costituzionale riconosce nel cristianesimo ortodosso (rappresentato dalla Chiesa ortodossa bulgara) la religione tradizionale del Paese. La legge proibisce l'incitamento all’odio religioso. Le organizzazioni religiose devono registrarsi, ma la Chiesa ortodossa bulgara è esentata da quest'obbligo. Le organizzazioni registrate possono ottenere agevolazioni fiscali, possedere e gestire proprietà, gestire conti in banca, ricevere fondi governativi, gestire scuole, ospedali e servizi sociali. Le organizzazioni non registrate possono praticare liberamente il culto, ma non possono godere dei benefici delle associazioni registrate. La pubblicazione, importazione e distribuire di materiale religioso è possibile solo alle organizzazioni registrate. Nelle scuole pubbliche l'insegnamento della religione è permesso ma non è obbligatorio. Ogni scuola può decidere di istituire corsi sulle religioni riconosciute, usando libri di testo approvati dal Ministero dell'Educazione; se la scuola non può pagare un proprio insegnante di religione può accettare un finanziamento da un donatore privato o un insegnante da un'organizzazione religiosa registrata.

## Religioni presenti

### Cristianesimo
Secondo stime dell'Association of Religion Data Archives (ARDA) riferite al 2015, in Bulgaria gli ortodossi rappresentano il 79,8% della popolazione, i protestanti rappresentano circa l'1% della popolazione e i cattolici rappresentano circa lo 0,7% della popolazione, mentre i cristiani di altre denominazioni sono scarsamente presenti.
La Chiesa ortodossa è rappresentata in Bulgaria principalmente dalla Chiesa ortodossa bulgara; in misura minore sono presenti la Chiesa ortodossa russa, la Chiesa ortodossa dell'Ucraina, la Chiesa ortodossa romena e la Chiesa ortodossa greca, a cui appartengono le rispettive minoranze presenti nel Paese. È inoltre presente la Chiesa apostolica armena. 
La Chiesa cattolica è presente in Bulgaria con la Chiesa latina e la Chiesa greco-cattolica bulgara, di rito orientale. La Chiesa latina è organizzata con due circoscrizioni ecclesiastiche (la diocesi di Sofia e Filippopoli e la diocesi di Nicopoli) immediatamente soggette alla Santa Sede, mentre per i fedeli di rito orientale è presente l'eparchia di San Giovanni XXIII di Sofia. 
Fra le denominazioni protestanti presenti in Bulgaria vi sono metodisti, calvinisti (rappresentati dall'Unione delle Chiese evangeliche congregazionali di Bulgaria), luterani, pentecostali, battisti e avventisti del settimo giorno. 

### Islam
I musulmani di Bulgaria sono principalmente turchi di Bulgaria, pomacchi e rom. I musulmani presenti nel Paese sono in maggioranza sunniti, con una piccola minoranza di sciiti.  

### Altre religioni
In Bulgaria sono presenti piccoli gruppi di ebrei, induisti, Testimoni di Geova, Mormoni, buddhisti e bahai.